# Puente Aranda
Puente Aranda é uma localidade da cidade de Bogotá..